# Albert Bassermann

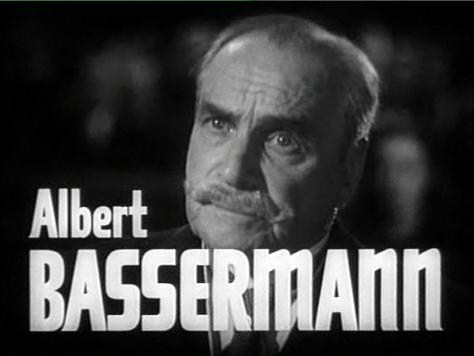
Albert Bassermann i En kvinnas ansikte

Albert Bassermann, född 7 september 1867 i Mannheim, död 15 maj 1952 i Zürich, var en tysk skådespelare.
Basserman var från 1897 anställd vid olika teatrar i Berlin, bland annat vid Deutsches Theater och Lessingtheater under Otto Brahm samt vid Deutsches Theater under Max Reinhardt, med vilken han 1920 besökte Stockholm och bland annat spelade Shylock i Köpmannen i Venedig och herrn i Strindbergs Oväder. Senare ägnade han sig huvudsakligen åt gästspel i Tyskland och Österrike. Bland hans övriga roller märks Hamlet, Othello, Kung Lear, Benedikt i Mycket väsen för ingenting, Nathan den vise, Egmont, Mefistofeles i Faust, Wilhelm Tell, Filip II i Don Carlos, doktor Stockhoann i En folkfiende, Hjalmar Ekdal i Vildanden och Helmer i Ett dockhem
Han var under det tidiga 1900-talet en av de mest populära tyska skådespelarna, och var en av de första stora skådespelarna att gå över till filmen. På 1930-talet lämnade han Tyskland av politiska skäl då hans fru Elsa Bassermann var judinna. Han kom under 1940-talet att medverka i stora roller i ett antal Hollywoodfilmer. För sin roll i Alfred Hitchcocks film Utrikeskorrespondenten nominerades han till en Oscar för bästa manliga biroll. Bassermann återvände till Europa 1946.

## Filmografi
- Der letzte Tag (1913)
- Der Andere (1913)
- Der König (1913)
- Urteil der Artzes (1914)
- Herr und Diener (1917)
- Du sollst keine anderen Götter haben (1917)
- Der eiserne Wille (1917)
- Lorenzo Brughardt (1918)
- Vater und Sohn (1918)
- Die Brüder von Zaarden (1918)
- Dr. Schotte (1918)
- Der letzte Zeuge (1919)
- Das Werk eines Lebens (1919)
- Eine schwache Stunde (1919)
- Puppen des Todes (1920)
- Masken (1920)
- Die Söhne des Grafen Dossy (1920)
- Die Stimme (1920)
- Die Duplizität der Ereignisse (1920)
- Die Kleine Dagmar (1921)
- Der Frauenarzt (1921)
- Brennendes Land (1921)
- Die Nächte des Cornelis Brouwer (1921)
- Lucrezia Borgia (1922)
- Frauenopfer (1922)
- Das Weib des Pharao (1922)
- Alt Heidelberg (1923)
- Christoph Columbus (1923)
- Erdgeist (1923)
- Der Mann mit der eisernen Maske (1923)
- Helena (1924)
- Briefe, die ihn nicht erreichten (1925)
- Der Herr Generaldirektor (1925)
- Wenn das Herz der Jugend spricht (1926)
- Die Mühle von Sanssouci (1926)
- Napoleon auf St. Helena (1929)
- Fräulein Else (1929)
- Dreyfus (1930)
- Alraune (1930)
- Voruntersuchung (1931)
- 1914, die letzten Tage vor dem Weltbrand (1931)
- Gefahren der Liebe (1931)
- Kadetten (1931)
- Zum goldenen Anker (1931)
- Ein Gewisser Herr Gran (1933)
- Letzte Liebe (1935)
- Le Héros de la Marne (1939)
- Moon Over Burma (1940)
- Escape (1940)
- Reuter meddelar (1940)
- Knute Rockne All American (1940)
- Utrikeskorrespondenten, (Foreign Correspondent)(1940)
- Doktor Ehrlich (1940)
- The Shanghai Gesture (1941)
- New Wine (1941)
- En kvinnas ansikte (1941)
- Det hände i Paris (1942)
- Baronessan går under jorden (Once Upon a Honeymoon) (1942)
- Månen och silverslanten (1942)
- Luftens musketörer (1942)
- Invisible Agent (1942)
- Flykt i natten (1942)
- Madame Curie (1943)
- Good Luck, Mr. Yates (1943)
- Osynliga länkar (1944)
- Strange Holiday (1945)
- Rhapsody in Blue (1945)
- Bravaden i Köpenick (1945)
- The Searching Wind (1946)
- Escape Me Never (1947)
- Bel Amis kärleksaffärer (1947)
- De röda skorna (1948)